# Titularbistum Dionysiana
Dionysiana (ital.: Dionisiana) ist ein Titularbistum der römisch-katholischen Kirche.
Es hat seinen antiken Ursprung in der ehemals römischen Provinz Byzacena, dem heutigen Tunesien. 
| Titularbischöfe von Dionysiana |                          |                                                                                                   |                    |                  |
| Nr.                            | Name                     | Amt                                                                                               | von                | bis              |
| 1                              | Francisco Puerto         |                                                                                                   | 1504               |                  |
| 2                              | Giuseppe Maria Aldanesi  | emeritierter Bischof von Cagli e Perola (Italien)                                                 | 16. Mai 1906       | 14. Mai 1909     |
| 3                              | Antoni Malecki           | Weihbischof in Minsk-Mahiljou (Weißrussland) Apostolischer Administrator von Leningrad (Russland) | 13. August 1926    | 17. Januar 1935  |
| 4                              | Antoni Jacek Zimniak     | Weihbischof in Częstochowa (Polen)                                                                | 14. August 1936    | 29. Januar 1943  |
| 5                              | François Auvity          | emeritierter Bischof von Mende (Frankreich)                                                       | 11. September 1945 | 15. Februar 1964 |
| 6                              | Diego Maria Gómez Tamayo | emeritierter Erzbischof von Popayán (Kolumbien)                                                   | 12. September 1964 | 1970             |
| 7                              | Rudolf Schmid            | Weihbischof in Augsburg (Deutschland)                                                             | 3. Januar 1972     | 24. Juni 2012    |
| 8                              | Quesnel Alphonse SMM     | Weihbischof in Port-au-Prince (Haiti)                                                             | 10. November 2012  | 25. Oktober 2014 |
| 9                              | Martín Fassi             | Weihbischof in San Isidro (Argentinien)                                                           | 17. November 2014  | 5. Dezember 2020 |
| 10                             | Gary Janak               | Weihbischof in San Antonio (USA)                                                                  | 15. Februar 2021   |                  |